# Charles Case

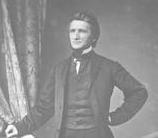
Charles Case

Charles Case (* 21. Dezember 1817 in Austinburg, Ashtabula County, Ohio; † 30. Juni 1883 in Brighton, Iowa) war ein US-amerikanischer Politiker. Zwischen 1857 und 1861 vertrat er den Bundesstaat Indiana im US-Repräsentantenhaus.

## Werdegang
Nach einem Jurastudium und seiner Zulassung als Rechtsanwalt begann Charles Case in Fort Wayne (Indiana) in diesem Beruf zu arbeiten. Später schlug er als Mitglied der 1854 gegründeten Republikanischen Partei eine politische Laufbahn ein. Nach dem Tod des Abgeordneten Samuel Brenton wurde er bei der fälligen Nachwahl für den zehnten Sitz von Indiana als dessen Nachfolger in das US-Repräsentantenhaus in Washington, D.C. gewählt, wo er am 7. Dezember 1857 sein neues Mandat antrat. Nach einer Wiederwahl konnte er bis zum 3. März 1861 im Kongress verbleiben. Diese Zeit war von den Ereignissen im unmittelbaren Vorfeld des Bürgerkrieges bestimmt. Im Jahr 1860 wurde Case nicht wiedergewählt.
Während des folgenden Bürgerkrieges war Case zwischen November 1861 und August 1862 Offizier im Heer der Union. Dabei stieg er bis zum Major auf. Anschließend praktizierte er als Anwalt in der Bundeshauptstadt Washington. Charles Case starb am 30. Juni 1883 in Brighton (Iowa). Er wurde auf dem Kongressfriedhof in Washington beigesetzt.